# هنري سي

هنري سي (بالإنجليزية: Henry Tan Chi Sieng Sy Sr. - بالصينية: 施至成 - بنظام بينيين: Shī Zhìchéng - بنظام بيخوتسي: Si Chì-sêng) ولد في 15 أكتوبر 1924 وتوفي في 19 يناير 2019. من أصل صيني-فلبيني. ولد في فوجيان، الصين، وانتقل مع عائلته إلى الفلبين في سن الثانية عشرة. في حين عادت عائلته إلى الصين واستقر هو في الفليبين.

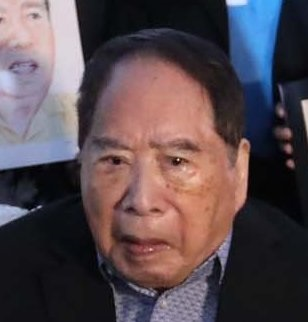
هنري سي سنة 2017

## حياته
يعد هنري من كبار رجال الأعمال وأصحاب الجمعيات الخيرية، يعرف ب «أب التجزئة الفلبينية الحديثة». على عكس عائلته بقي سي في الفلبين إلى أن أنشأ "ShoeMart" وهو متجر أحذية صغير في مانيلا، في عام 1958. على مر العقود طور "ShoeMart" إلى "SM Investments" وهي واحدة من أكبر التكتلات في الفلبين، بما في ذلك 77 محطة SM في الفلبين والصين، و 62 متجرًا، و 56 متجرًا كبيرًا وأكثر من 200 محل بقالة. كما يمتلك «SM للإستثمارات» وبنك "Banco de Oro" أيضًا، ثاني أكبر بنك في الفلبين، وممتلكات عقارية أخرى.
لمدة 11 سنة مستمرة حتى وفاته، تم تعيين سي من قبل فوربس كأغنى شخص في الفلبين. عندما توفي في 19 يناير 2019، بلغت قيمته الصافية المقدرة 19 مليار دولار، مما يجعله أغنى 53 شخصًا في العالم.